# Rock N' Roll Camping
Rock N' Roll Camping var et realityprogram optaget over sommeren 2010, og blev vist på Kanal 5.
Programmet handler om Sidney Lee og hans to venner Kasper og Dennis, der anskaffer sig en campingvogn, og en gammel Volvo, hvorefter de tager rundt omkring i Danmark og arbejder hos forskellige familier et par dage.
Sidney og venners tålmodighed bliver sat på prøve, ikke mindst fordi ingen af de tre venner kan fordrage hårdt arbejde, men også fordi den slags ting nemt kan udløse diverse skænderier og splitte venskabsånden.
Når de tre venner forlader en familie skal de vurderes, enten får de en "Thumbs Up" for arbejdet, eller en "Thumbs Down".